# Олешко Тетяна Іванівна
Тетяна Іванівна Олешко (нар. 14 листопада 1957, місто Новомосковськ Дніпропетровської області) — українська радянська діячка, машиніст електромостового крана Новомосковського трубного заводу Дніпропетровської області. Депутат Верховної Ради УРСР 10—11-го скликань.

## Біографія
Освіта середня. Член ВЛКСМ.
У 1976—1977 роках — машиніст крана Дніпропетровського заводу імені Карла Лібкнехта.
З 1977 року — машиніст електромостового крана Новомосковського трубного заводу імені 50-річчя Радянської України Дніпропетровської області.
Потім — на пенсії в місті Новомосковську Дніпропетровської області.

## Нагороди
- ордени
- медалі